# Французский балкон
Францу́зский балко́н (фр. balconnet, также часто упоминаются как англ. Juliet balconies) — тип балкона, не имеющего собственной балконной площадки — ограждение устанавливается непосредственно в проёме с наружной стороны, прямо перед дверью. Возможен также вариант с площадкой, но очень узкой, достаточной лишь для того, чтобы можно было поставить ногу («выйти на балкон»).
Чаще всего такой тип балконов можно встретить во Франции, Испании и Италии.

## Галерея

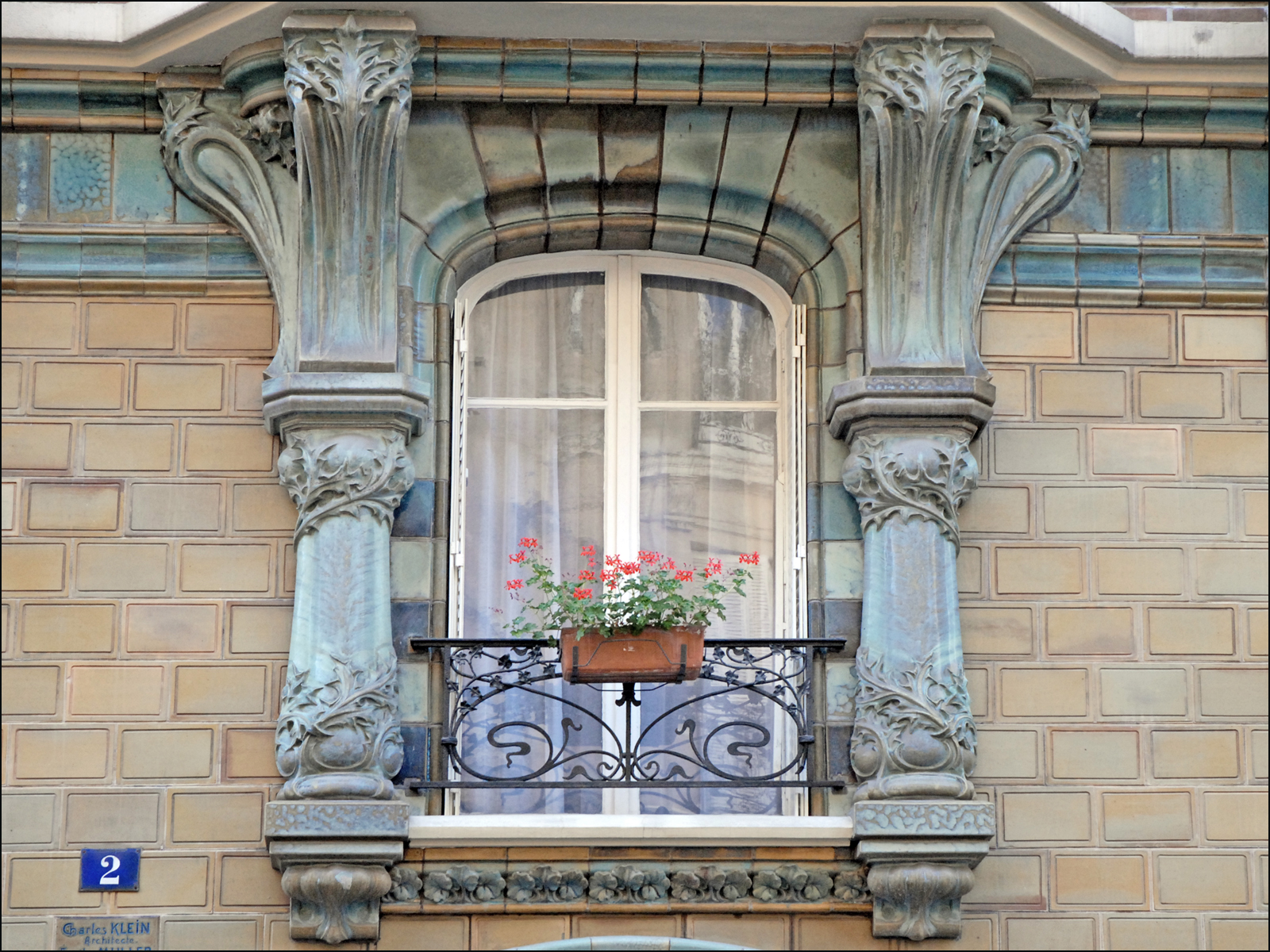
Французский балкон в стиле модерн
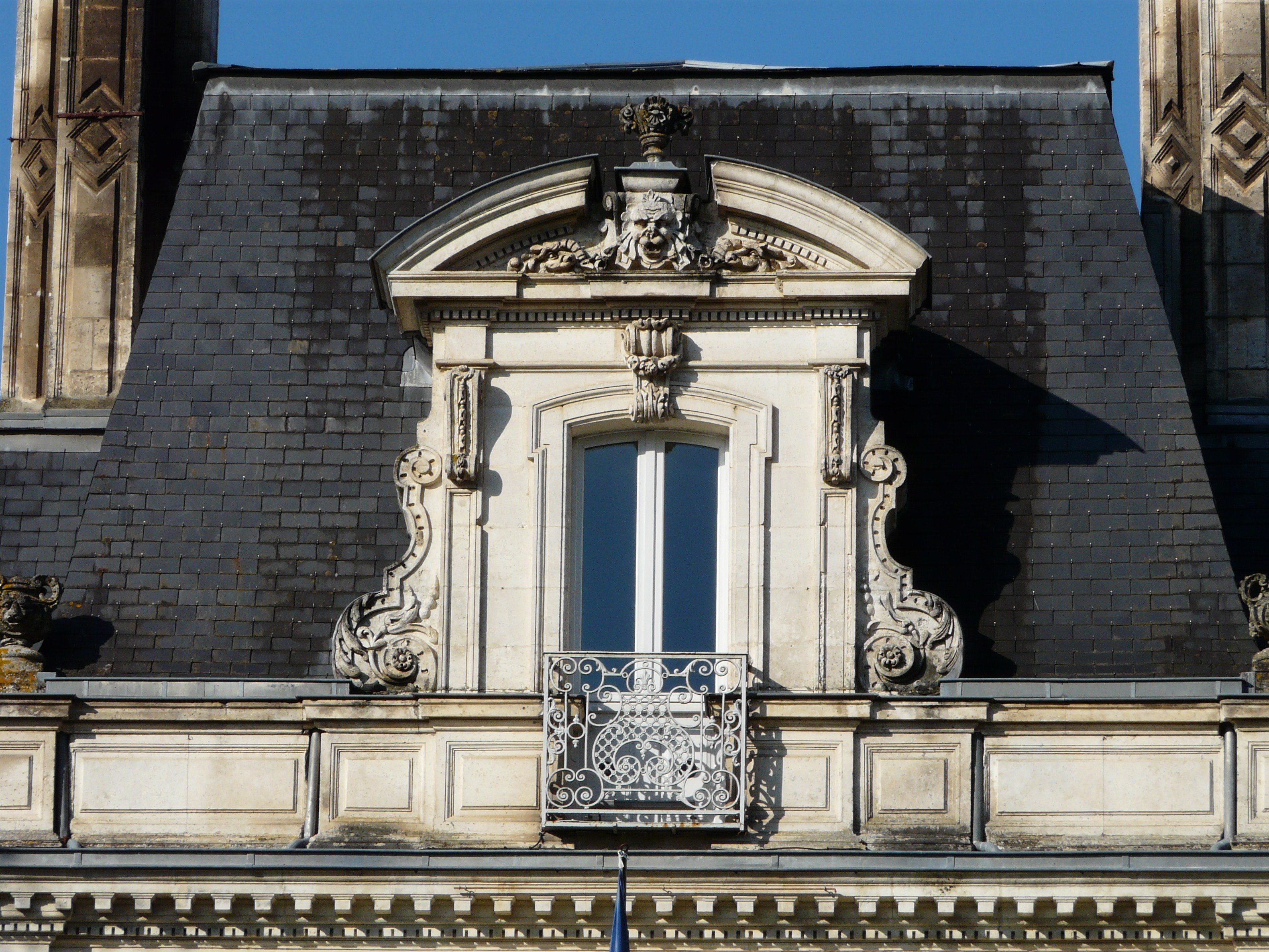
Французский балкон в Париже
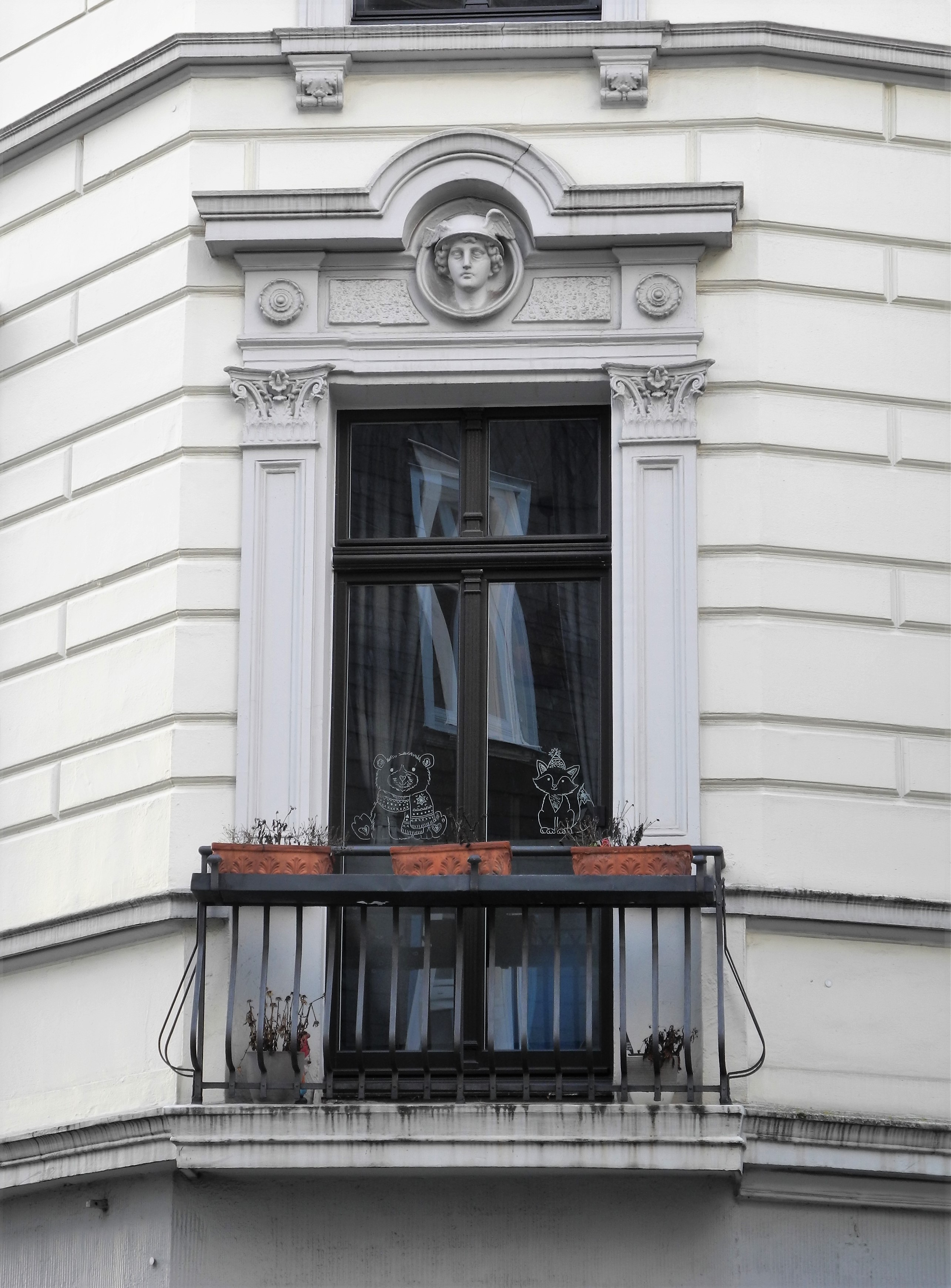
Французский балкон в Вупперталь (Германия)